# In a Valley by the Sea
In a Valley by the Sea es el segundo EP de la banda australiana Hillsong United. Este proyecto fue grabado por miembros de la Iglesia menores a 21 años de edad en el Summercamp de 2007, luego fue publicado ese mismo año el 23 de octubre por Hillsong Music Australia.

## Lista de canciones
You Deserve" (Matt Crocker • James Dunlop) - Vocalistas: Matt Crocker - 5:06
"Love Enough" (Braden Lang • Scott Ligertwood) - Vocalista: Braden Lang - 2:57
"Perfect Love" (Dylan Thomas) - Sam Knock - 4:27
"Second Chance" (Braden Lang • Scott Ligertwood) - Vocalista: Braden Lang - 5:25
"You Reign" (Matt Crocker) - Vocalista: Matt Crocker - 5:05
"To Know Your Name" (Matt Crocker) - Vocalista: Heather Stevens • Matt Crocker - 3:15
"Break Free" (Joel Houston • Matt Crocker • Scott Ligertwood) - Vocalista: Sam Knock - 3:41
Duración Total: 29:56

## Personal
Vocalistas: Matt Crocker • Braden Lang • Sam Knock • Heather Stevens
Compositores: Matt Crocker • Braden Lang • Dylan Thomas • Scott Ligertwood • Joel Houston • James Dunlop
Guitarras: Dylan Thomas • Andrew Hood
Bajo: Troy Munns
Batería: Brandon Gillies
Teclados: Benjamin Tennikoff